# Echinogammarus ischnus
Echinogammarus ischnus är en kräftdjursart som först beskrevs av Stebbing 1899.  Echinogammarus ischnus ingår i släktet Echinogammarus och familjen Gammaridae. Arten har ej påträffats i Sverige. Inga underarter finns listade i Catalogue of Life.